# Подравно
Подравно је насељено мјесто у општини Сребреница, Република Српска, БиХ. Према попису становништва из 2013. у насељу је живјело 133 становника.

## Становништво 1991.
По посљедњем службеном попису становништва из 1991. године, насељено мјесто Подравно имало је 413 становника, сљедећег националног састава:
| Националност       | 1991.        |
| Срби               | 412 (99,75%) |
| остали и непознато | 1 (0,25%)    |
| укупно             | 413          |